# Junta de Governo (El Salvador)

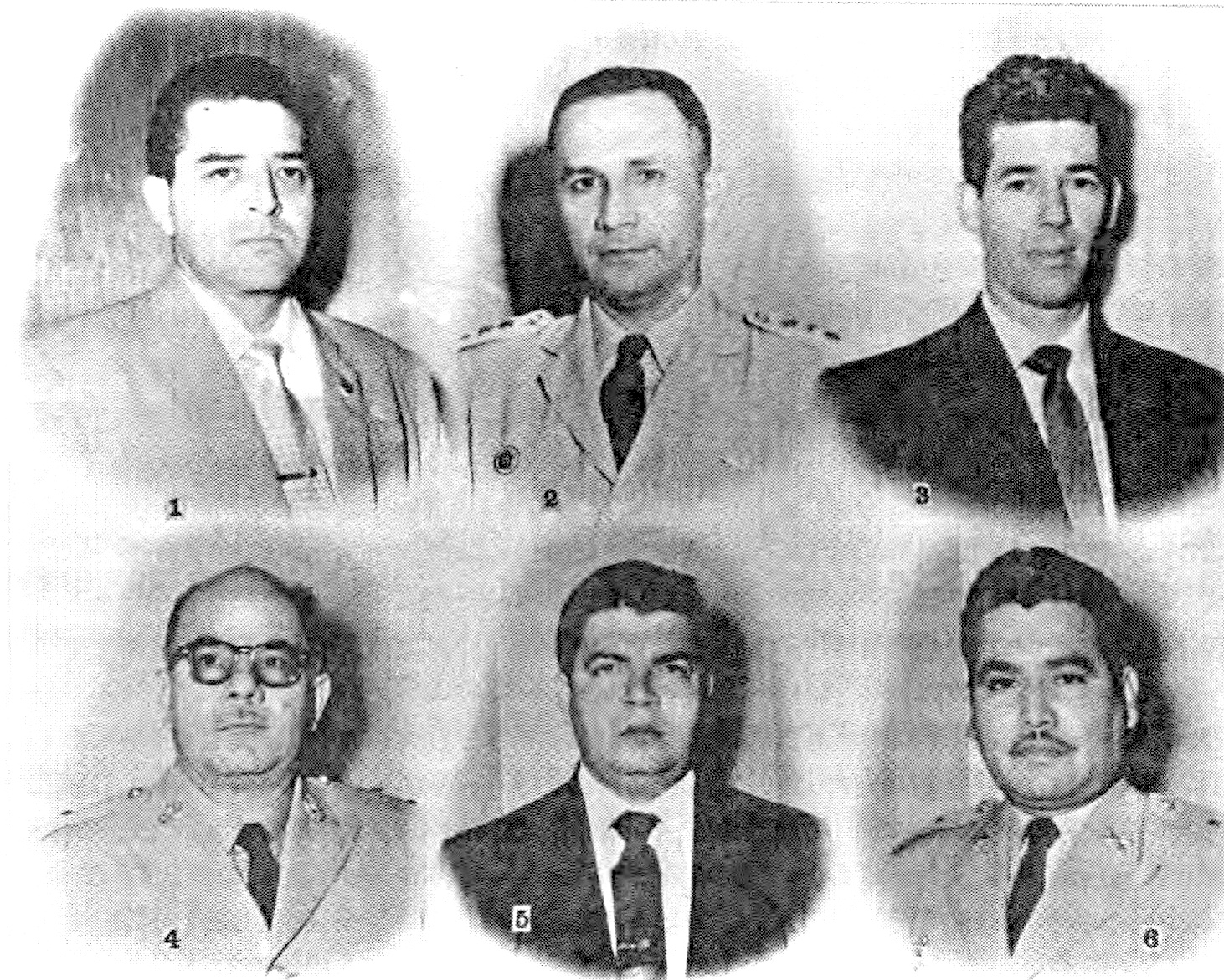
Membros da Junta de Governo. Acima, da esquerda para a direita: René Fortín Magaña, César Yanes Urías e Fabio Castillo Figueroa. Abaixo, da esquerda para a direita, Miguel Ángel Castillo, Ricardo Falla Cáceres e Rubén Alonso Rosales.

A Junta de Governo (em castelhano:  Junta de Gobierno) foi uma instituição colegiada que assumiu o governo da República de El Salvador após a deposição do presidente José María Lemus, em 26 de outubro de 1960; cujo presidente foi o tenente-coronel Miguel Ángel Castillo Maldonado; e que governaria o país por meio de decretos-lei, assumindo os poderes executivo e legislativo, além do poder de nomear os prefeitos dos diferentes municípios. Exerceu o governo até sua deposição em 25 de janeiro de 1961.
A junta alegou que seu objetivo era fazer cumprir a Constituição salvadorenha de 1950 e mediar eleições presidenciais genuínas.
Terminou depois que o golpe de Estado de 1961 derrubou a junta e todos os seus membros foram exilados. Em seu lugar, foi instituído o Diretório Cívico-Militar.
A junta era composta por três civis e três militares:
- Ricardo Falla Cáceres (advogado)
- Advogado Rene Fortín Magaña (advogado)
- Fabio Castillo Figueroa (médico)
- Coronel César Yanes Urías
- Tenente Coronel Miguel Ángel Castillo Maldonado
- Major Rubén Alonso Rosales